# Агаширинов, Артур Казенферович
Артур Казенферович Агаширинов (28 января 1997) — российский спортсмен, специализируется по спортивной борьбе грэпплинг и джиу-джитсу. Чемпион мира и Европы. Тренер.

## Спортивная карьера
26 июня 2017 года ему было присвоено звание мастер спорта России по спортивной борьбе. В середине июля 2017 года в Москве стал чемпионом мира по бразильскому джиу-джитсу, проводимом под эгидой Absolute Championship Berkut. В конце марта 2018 года в Кемерово стал чемпионом России по грэпплингу. 
27 апреля 2018 года ему было присвоено звание мастер спорта России международного класса по спортивной борьбе. 
В начале октября 2020 года в Наро-Фоминске стал обладателем Кубка России. В декабре 2020 года неудачно выступил на чемпионате России по грэпплингу в городе Шали. 28 декабря 2020 года ему было присвоено звание мастер спорта России по джиу-джитсу. В ноябре 2022 года в Каспийске в финале чемпионата России по грэпплингу победил Магомедбека Темеева. В июле 2023 года на чемпионате России по грэпплингу в Санкт-Петербурге стал бронзовым призёром.

## Личная жизнь
Выпускник факультета иностранных языков Дагестанского государственного университет. По национальности — лезгин.